# Candice Drouin
Candice Drouin (ur. 4 czerwca 1976 w Toronto) – kanadyjska snowboardzistka. Nie startowała na igrzyskach olimpijskich. Na mistrzostwach świata najlepszy wynik uzyskała na mistrzostwach w Lienzu, gdzie zajęła 5. miejsce w halfpipe’ie. Najlepsze wyniki w Pucharze Świata osiągnęła w sezonie 1995/1996, kiedy to zajęła 18. miejsce w klasyfikacji generalnej, a w klasyfikacji halfpipe’a była czwarta.
W 2006 r. zakończyła karierę.

## Sukcesy

### Mistrzostwa Świata
| Miejsce | Dzień       | Rok  | Miejscowość | Konkurencja       | Zwycięzca                   |
| ------- | ----------- | ---- | ----------- | ----------------- | --------------------------- |
| 5.      | 24 stycznia | 1996 | Lienz       | Halfpipe          | Carolien van Kilsdonk       |
| 16.     | 26 stycznia | 1996 | Lienz       | Gigant            | Karine Ruby                 |
| 18.     | 28 stycznia | 1996 | Lienz       | Slalom równoległy | Marion Posch                |
| 8.      | 23 stycznia | 1997 | San Candido | Slalom            | Heidi Renoth                |
| 34.     | 24 stycznia | 1997 | San Candido | Halfpipe          | Anita Schwaller             |
| 13.     | 25 stycznia | 1997 | San Candido | Slalom równoległy | Dagmar Mair unter der Eggen |
| 10.     | 26 stycznia | 1997 | San Candido | Snowboardcross    | Karine Ruby                 |

### Puchar Świata

#### Miejsca w klasyfikacji generalnej
- 1994/1995 - -
- 1995/1996 - 18
- 1996/1997 - 22
- 1997/1998 - 127
- 1998/1999 - 75
- 1999/2000 - 127
- 2001/2002 - -
- 2003/2004 - -
- 2004/2005 - -
- 2005/2006 - 118

#### Miejsca na podium
1. Kanbayashi – 12 lutego 1996 (Halfpipe) - 3. miejsce
2. Calgary – 25 lutego 1996 (Halfpipe) - 3. miejsce
3. Mount Bachelor – 9 lutego 1997 (Snowcross) - 2. miejsce